# Panakhaïkón Óros
Panakhaïkón Óros är ett berg i Grekland.   Det ligger i regionen Västra Grekland, i den centrala delen av landet, 160 km väster om huvudstaden Aten. Toppen på Panakhaïkón Óros är 1 172 meter över havet.
Terrängen runt Panakhaïkón Óros är kuperad åt sydost, men åt nordväst är den bergig. Runt Panakhaïkón Óros är det glesbefolkat, med 9 invånare per kvadratkilometer. Närmaste större samhälle är Patras, 15,3 km väster om Panakhaïkón Óros. Trakten runt Panakhaïkón Óros består till största delen av jordbruksmark.